# John Madden (ishockeyspelare)
John Madden, född 4 maj 1973 i Barrie, Ontario, är en kanadensisk före detta ishockeyspelare som spelat för New Jersey Devils, Chicago Blackhawks och Minnesota Wild i NHL. Madden har vunnit Stanley Cup tre gånger, 1999-00 och 2002-03 med New Jersey Devils och 2009-10 med Chicago Blackhawks.
Madden var framförallt en pålitlig defensiv forward och fick 2000-01 ta emot Frank J. Selke Trophy som ligans bäste defensive forward.
John Madden blev inte draftad av någon NHL-klubb.

## Meriter
- Stanley Cup 1999-00, 2002-03, 2009-10
- Frank J. Selke Trophy 2000-01

## Statistik
| 1992–93    | Barrie Colts        | COJHL      | 43  | 49  | 75  | 124 | 82  | —   | —  | —  | —  | —  |
| 1993–94    | Michigan Wolverines | CCHA       | 36  | 6   | 11  | 17  | 14  | —   | —  | —  | —  | —  |
| 1994–95    | Michigan Wolverines | CCHA       | 39  | 21  | 22  | 43  | 8   | —   | —  | —  | —  | —  |
| 1995–96    | Michigan Wolverines | CCHA       | 43  | 27  | 30  | 57  | 45  | —   | —  | —  | —  | —  |
| 1996–97    | Michigan Wolverines | CCHA       | 42  | 26  | 37  | 63  | 56  | —   | —  | —  | —  | —  |
| 1997–98    | Albany River Rats   | AHL        | 74  | 20  | 36  | 56  | 40  | 13  | 3  | 13 | 16 | 14 |
| 1998–99    | New Jersey Devils   | NHL        | 4   | 0   | 1   | 1   | 0   | —   | —  | —  | —  | —  |
| 1998–99    | Albany River Rats   | AHL        | 75  | 38  | 60  | 98  | 44  | 5   | 2  | 2  | 4  | 6  |
| 1999–00    | New Jersey Devils   | NHL        | 74  | 16  | 9   | 25  | 6   | 20  | 3  | 4  | 7  | 0  |
| 2000–01    | New Jersey Devils   | NHL        | 80  | 23  | 15  | 38  | 12  | 25  | 4  | 3  | 7  | 6  |
| 2001–02    | New Jersey Devils   | NHL        | 82  | 15  | 8   | 23  | 25  | 6   | 0  | 0  | 0  | 0  |
| 2002–03    | New Jersey Devils   | NHL        | 80  | 19  | 22  | 41  | 26  | 24  | 6  | 10 | 16 | 2  |
| 2003–04    | New Jersey Devils   | NHL        | 80  | 12  | 23  | 35  | 22  | 5   | 0  | 0  | 0  | 0  |
| 2004–05    | HIFK                | FM-L       | 3   | 0   | 0   | 0   | 0   | —   | —  | —  | —  | —  |
| 2005–06    | New Jersey Devils   | NHL        | 82  | 16  | 20  | 36  | 36  | 9   | 4  | 1  | 5  | 8  |
| 2006–07    | New Jersey Devils   | NHL        | 74  | 12  | 20  | 32  | 14  | 11  | 1  | 1  | 2  | 2  |
| 2007–08    | New Jersey Devils   | NHL        | 80  | 20  | 23  | 43  | 26  | 5   | 2  | 1  | 3  | 2  |
| 2008–09    | New Jersey Devils   | NHL        | 76  | 7   | 16  | 23  | 26  | 7   | 0  | 1  | 1  | 4  |
| 2009–10    | Chicago Blackhawks  | NHL        | 79  | 10  | 13  | 23  | 12  | 22  | 1  | 1  | 2  | 2  |
| 2010–11    | Minnesota Wild      | NHL        | 76  | 12  | 13  | 25  | 10  | —   | —  | —  | —  | —  |
| NHL totalt | NHL totalt          | NHL totalt | 867 | 162 | 183 | 345 | 215 | 134 | 21 | 22 | 43 | 26 |